# Альбугові
Альбугові, Альбугінові (лат. Albuginaceae) — родина міцеліальних організмів з класу Ооміцети, які є облігатними паразитами трав'янистих рослин, в тому числі деяких оброблюваних культур (наприклад, левкоя та хріну). Викликають хворобу рослин, відому під назвою «біла іржа», вражаючи в основному надземні органи рослин-господарів, зазвичай, листя, молоді пагони і плоди.
Родина включає три відомих в даний час роди:
- Albugo (Pers.) Roussel, 1806.
- Pustula Thines, 2005
- Wilsoniana Thines, 2005